# Guscio (struttura)

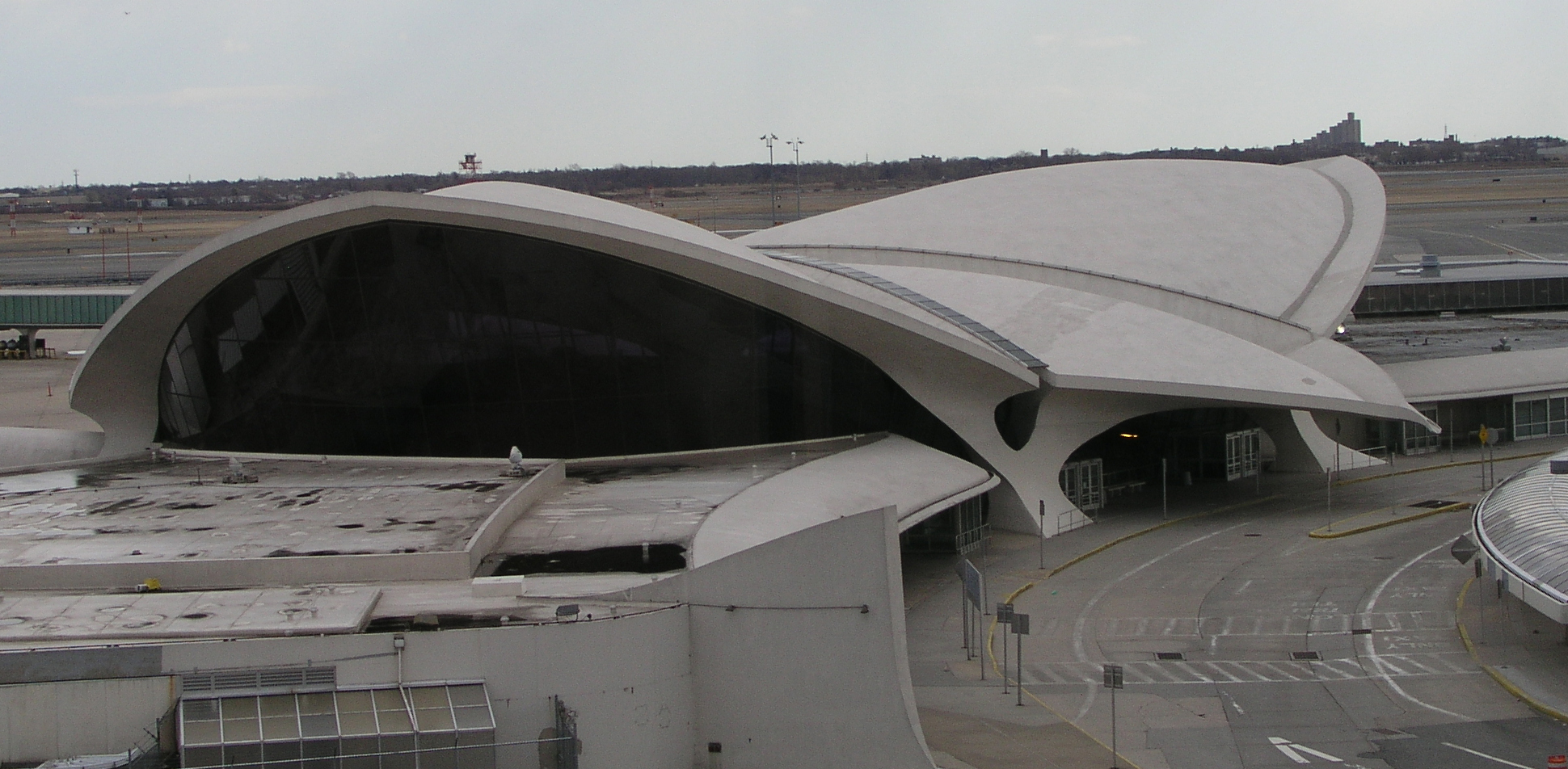
Struttura a guscio del TWA Flight Center, aeroporto JFK di New York

Il guscio è un elemento strutturale avente due dimensioni (lunghezza e larghezza) prevalenti rispetto alla terza (lo spessore), con una superficie media non riconducibile ad un piano (lastra curva o volta) ed il cui comportamento statico sia caratterizzato sia da azioni membranali che da azioni flessionali. Anche Renzo Piano studiò questa tecnica.